# Cryptoplax japonica
Cryptoplax japonica är en blötdjursart som beskrevs av Henry Augustus Pilsbry 1901. Cryptoplax japonica ingår i släktet Cryptoplax och familjen Cryptoplacidae. Inga underarter finns listade i Catalogue of Life.